# Поншартрен, Луи Фелипо
Луи Фелипо, граф де Поншартрен (фр. Louis Phélypeaux, comte de Ponchartrain; 1643—1727) — французский государственный деятель.

## Биография
В 1687 году стал интендантом и правой рукой контролера Лепеллетье; с 1689 по 1699 годы был генеральным контролером. Ему пришлось исполнять трудную задачу доставления средств для почти полумиллионной армии Людовика XIV, в то время как обыкновенные доходы государства составляли всего около 120 млн ливров. Уступавший Кольберу и в широте взгляда, и в административных способностях, Поншартрен стал одним из главных виновников расшатанности французских финансов в конце XVII в.
Ввиду недостаточности поступлений и неаккуратности сборщиков и интендантов, Поншартрен стал изобретать новые средства для пополнения казны. В 1688 г. он издал новый таможенный устав, обогативший, однако, лишь откупщиков; тогда же он запретил транзитную торговлю, что со стороны Голландии вызвало убыточное для Франции запрещение ввоза французского хлеба. В 1693 году запретил вывоз хлеба за границу, чтобы обеспечить продовольствие армии, но этим разорил народное хозяйство; монополизация торговли шляпами и обложение пошлиной колониальных продуктов, не принеся пользы казне, убили обе отрасли торговли. В 1693 году откупа были взяты уже со скидкой в 600 тыс. ливров. Поншартрен сильно расширил торговлю должностями и титулами; ему приписывают слова: «Провидение бдит над этой страной; королю стоить лишь выдумать какую-нибудь должность — и Бог тотчас же создает глупца, чтобы купить её». Им были созданы должности смотрителей напитков, смотрителей поросят, контролера париков и т. п.; за 400 тыс. ливров были проданы должности хранителей актов о рождении, браке и похоронах, причем эти функции впервые отняты были у духовенства. Поборы, которыми обложены были акты состояния, вызвали в иных местах возмущения.
Далее следовали продажа дворянства, продажа реабилитации преступников, истребование «добровольных даров» (dons gratuits) y городов и провинций, продажа королевских земель и, наконец, наиболее гибельная из мер Поншартрена — реформа монетного обращения (1688 год): увеличение суммы находившихся в обращении монетных знаков до 500 млн ливров. Долго Поншартрен не хотел согласиться на предлагавшиеся лангедокскими штатами и интендантом Лангедока, Бавиллем, поголовную подать (capitation) и десятину, вероятно, потому, что они должны были пасть и на привилегированные сословия. В конце концов он принужден был, однако, ввести поголовную подать, причем все население разделено было на 24 категории: в первую входил наследный принц, плативший 2000 ливров, в последней подать составляла 20 су, а позже — 10 су. Изъяты были лишь лица низших сословий, имевшие менее 40 ливров подлежащих обложению доходов, нищенствующие монахи и бедные. Налог этот в 1695 году был осуществлен очень легко и доказал, что Франция далеко не была ещё лишена ресурсов; он давал, однако, не более 25 млн в год и после заключения мира был отменен.
Когда в 1699 году Поншартрен переменил пост контролера на место канцлера, дефицит равнялся 47 млн. В должности канцлера Поншартрен не играл политической роли.